# 2023-as atlétikai világbajnokság
A 2023-as atlétikai világbajnokság a 19. szabadtéri atlétikai világbajnokság, amelynek rendezési jogát Budapest kapta meg a Nemzetközi Atlétikai Szövetség (akkor: IAAF, 2019-től: World Athletics) 2018 decemberében, Monte-Carlóban tartott ülésén.
Ez az első alkalom, hogy az atlétikai világbajnokságot Közép-Európában rendezik. Az eseményt 2023. augusztus 19. és 27. között Budapesten, a Nemzeti Atlétikai Központban, az utcai futó- és gyaloglószámokat pedig Budapest belvárosában rendezték meg.

## Helyszínek

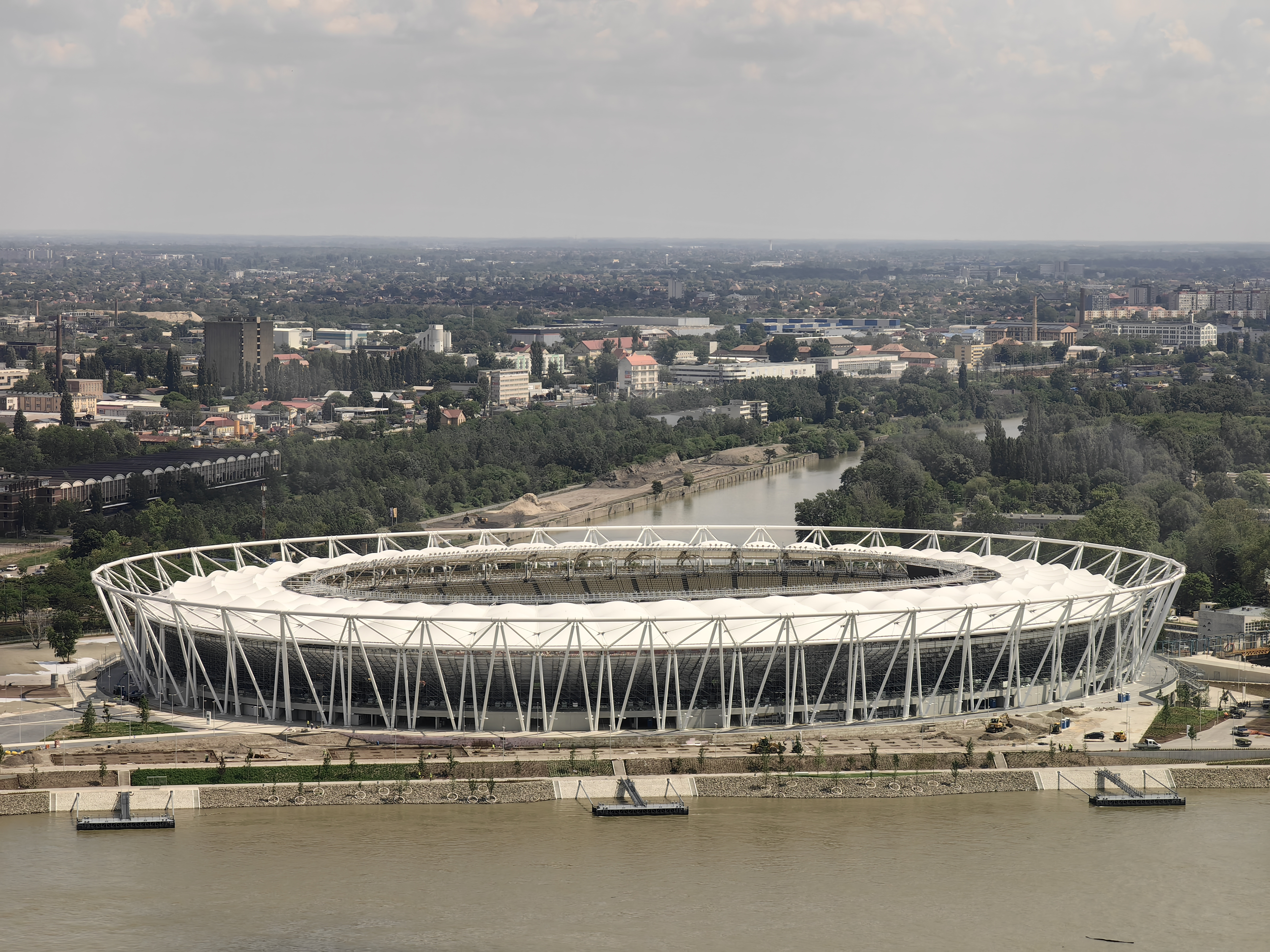
A Nemzeti Atlétikai Központ

### Nemzeti Atlétikai Központ
Az új Nemzeti Atlétikai Központ adott otthont a 2023-as budapesti atlétikai világbajnokságnak. A kifejezetten atlétikára tervezett stadion 35 000 néző befogadására alkalmas. A létesítmény a Duna keleti partján, a város déli részén épült fel. A korszerű létesítmény Közép-Európa legnagyobb verseny- és edzőközpontja lett.

### Budapest belvárosa
A maratoni és gyalogló versenyszámok rajtja és célja a Hősök terén volt. A maraton útvonala az Andrássy úton haladt végig, majd a Lánchídon keresztül vezetett Budára. Ott az alagúton keresztül, a Várkert bazárt is érintve fordult vissza a Hősök tere felé. Ezt a nagyjából 10 km-es kört teljesítették a sportolók annyiszor, ahányszor a versenytáv megkívánta.

## Kabalafigura

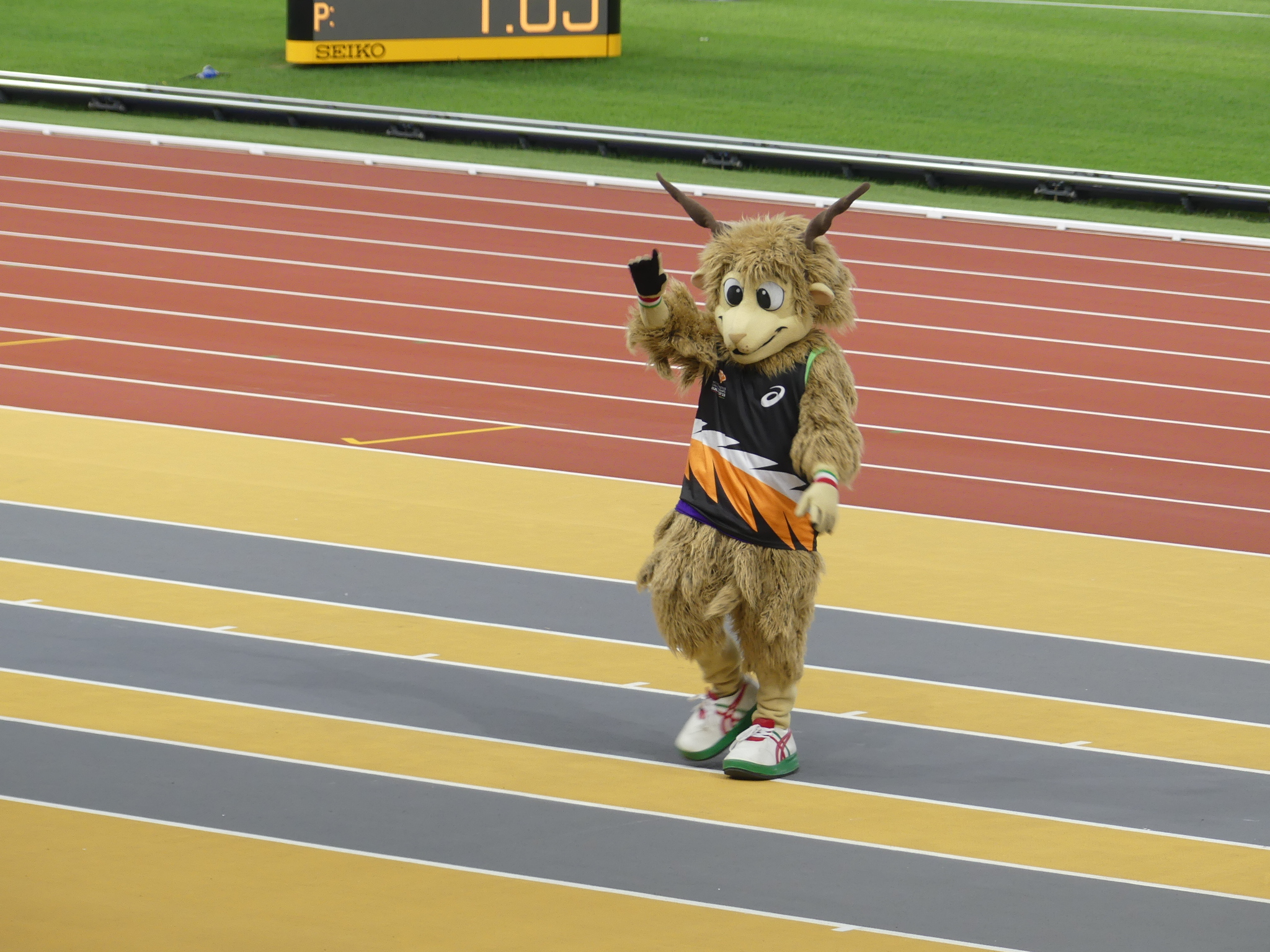
Youhoo

2023. május 11-én a Nemzeti Atlétikai Központban mutatták be a világbajnokság Youhuu nevű, magyar racka juhot ábrázoló kabalafiguráját.

## Kvalifikáció
A Nemzetközi Atlétikai Szövetség pontosan egy évvel a 2023-as budapesti atlétikai világbajnokság kezdete előtt közzétette a verseny kvalifikációs rendszerét.
| versenyszám                   | férfi                            | kvóta | női                              | kvóta |
| ----------------------------- | -------------------------------- | ----- | -------------------------------- | ----- |
| 100 méter                     | 10.00                            | 48    | 11.08                            | 48    |
| 200 méter                     | 20.16                            | 48    | 22.60                            | 48    |
| 400 méter                     | 45.00                            | 48    | 51.00                            | 48    |
| 800 méter                     | 1:44.70                          | 56    | 1:59.80                          | 56    |
| 1500 méter (1 mérföld)        | 3:34.20 (3:51.00/3:51)           | 56    | 4:03.50 (4:22.00/4:22)           | 56    |
| 5000 méter (5 km utcai)       | 13:07.00/13:07                   | 42    | 14:57.00/14:57                   | 42    |
| 10.000 méter (10 km utcai)    | 27:10.00/27:10                   | 27    | 30:40.00/30:40                   | 27    |
| Maraton                       | 2:09.40                          | 100   | 2:28.00                          | 100   |
| 3000 méter akadály            | 8:15.0                           | 36    | 9:23.00                          | 36    |
| 110 méter gát / 100 méter gát | 13.28                            | 40    | 12.78                            | 40    |
| 400 méter gát                 | 48.70                            | 40    | 54.90                            | 40    |
| Magasugrás                    | 2,32                             | 36    | 1,97                             | 36    |
| Rúdugrás                      | 5,81                             | 36    | 4,71                             | 36    |
| Távolugrás                    | 8,25                             | 36    | 6,85                             | 36    |
| Hármasugrás                   | 17,20                            | 36    | 14,52                            | 36    |
| Súlylökés                     | 21,40                            | 36    | 18,80                            | 36    |
| Diszkoszvetés                 | 67,00                            | 36    | 64,20                            | 36    |
| Kalapácsvetés                 | 78,00                            | 36    | 73,60                            | 36    |
| Gerelyhajítás                 | 85,20                            | 36    | 63,80                            | 36    |
| Tízpróba / Hétpróba           | 8460                             | 24    | 6480                             | 24    |
| 20 km gyaloglás               | 1:20:10                          | 50    | 1:29:20                          | 50    |
| 35 km gyaloglás               | 2:29:40                          | 50    | 2:51:30                          | 50    |
| 4x100 méter váltó             | Top 12 at WRE + 4 from Top lists | 16    | Top 12 at WRE + 4 from Top lists | 16    |
| 4x400 méter váltó             | Top 12 at WRE + 4 from Top lists | 16    | Top 12 at WRE + 4 from Top lists | 16    |
| 4x400 méter vegyes váltó      | Top 12 at WRE + 4 from Top lists | 16    | Top 12 at WRE + 4 from Top lists | 16    |

## A magyar sportolók eredményei
Magyarország a világbajnokságon 63 sportolóval képviseltette magát.

### Érmesek
| Érem      | Versenyző    | Versenyszám   | Dátum         |
| --------- | ------------ | ------------- | ------------- |
| Bronzérem | Halász Bence | kalapácsvetés | augusztus 20. |

## Éremtáblázat
*    Magyarország (rendező)
| Helyezés             | Nemzet                | Arany | Ezüst | Bronz | Összesen |
| -------------------- | --------------------- | ----- | ----- | ----- | -------- |
| 1.                   | Egyesült Államok      | 12    | 8     | 9     | 29       |
| 2.                   | Kanada                | 4     | 2     | 0     | 6        |
| 3.                   | Spanyolország         | 4     | 1     | 0     | 5        |
| 4.                   | Jamaica               | 3     | 5     | 4     | 12       |
| 5.                   | Kenya                 | 3     | 3     | 4     | 10       |
| 6.                   | Etiópia               | 2     | 4     | 3     | 9        |
| 7.                   | Nagy-Britannia        | 2     | 3     | 5     | 10       |
| 8.                   | Hollandia             | 2     | 1     | 2     | 5        |
| 9.                   | Norvégia              | 2     | 1     | 1     | 4        |
| 10.                  | Svédország            | 2     | 1     | 0     | 3        |
| 11.                  | Uganda                | 2     | 0     | 0     | 2        |
| 12.                  | Ausztrália            | 1     | 2     | 3     | 6        |
| 13.                  | Olaszország           | 1     | 2     | 1     | 4        |
| 14.                  | Ukrajna               | 1     | 1     | 0     | 2        |
| 15.                  | Marokkó               | 1     | 0     | 1     | 2        |
| 15.                  | Japán                 | 1     | 0     | 1     | 2        |
| 15.                  | Görögország           | 1     | 0     | 1     | 2        |
| 18.                  | Dominikai Köztársaság | 1     | 0     | 0     | 1        |
| 18.                  | Bahrein               | 1     | 0     | 0     | 1        |
| 18.                  | Szerbia               | 1     | 0     | 0     | 1        |
| 18.                  | Venezuela             | 1     | 0     | 0     | 1        |
| 18.                  | Burkina Faso          | 1     | 0     | 0     | 1        |
| 18.                  | India                 | 1     | 0     | 0     | 1        |
| 24.                  | Lengyelország         | 0     | 2     | 0     | 2        |
| 25.                  | Kuba                  | 0     | 1     | 2     | 3        |
| 26.                  | Botswana              | 0     | 1     | 1     | 2        |
| 27.                  | Fülöp-szigetek        | 0     | 1     | 0     | 1        |
| 27.                  | Izrael                | 0     | 1     | 0     | 1        |
| 27.                  | Puerto Rico           | 0     | 1     | 0     | 1        |
| 27.                  | Szlovénia             | 0     | 1     | 0     | 1        |
| 27.                  | Pakisztán             | 0     | 1     | 0     | 1        |
| 27.                  | Franciaország         | 0     | 1     | 0     | 1        |
| 27.                  | Peru                  | 0     | 1     | 0     | 1        |
| 27.                  | Ecuador               | 0     | 1     | 0     | 1        |
| 27.                  | Kolumbia              | 0     | 1     | 0     | 1        |
| 27.                  | Brit Virgin-szigetek  | 0     | 1     | 0     | 1        |
| 37.                  | Kína                  | 0     | 0     | 2     | 2        |
| 37.                  | Csehország            | 0     | 0     | 2     | 2        |
| 39.                  | Katar                 | 0     | 0     | 1     | 1        |
| 39.                  | Finnország            | 0     | 0     | 1     | 1        |
| 39.                  | Románia               | 0     | 0     | 1     | 1        |
| 39.                  | Brazília              | 0     | 0     | 1     | 1        |
| 39.                  | Grenada               | 0     | 0     | 1     | 1        |
| 39.                  | Magyarország*         | 0     | 0     | 1     | 1        |
| 39.                  | Barbados              | 0     | 0     | 1     | 1        |
| 39.                  | Litvánia              | 0     | 0     | 1     | 1        |
| Összesen (46 nemzet) | Összesen (46 nemzet)  | 50    | 48    | 50    | 148      |

## Eredmények
A világbajnokságon 49 versenyszámot rendeztek 9 napon át. Minden este voltak versenyek és 5 délelőtti program is szerepelt az időrendben. A hat utcai versenyre öt délelőttön került sor, csupán a férfi és női 35 kilométeres gyaloglás volt egyazon napon. A pályaversenyeken minden döntő az esti programban szerepelt, s minden nap legalább négy finálét láthattak a nézők. Az utolsó két napon nyolc-nyolc finálé kapott helyet a programban, az esemény utolsó száma a női 4×400 méteres váltó döntője volt.
- WR – világrekord
- CR – világbajnoki rekord
- AR – kontinens rekord
- NR – országos rekord
- PB – egyéni rekord
- WL – az adott évben aktuálisan a világ legjobb eredménye
- SB – az adott évben aktuálisan az egyéni legjobb eredmény

A váltóknál a csillaggal jelölt versenyzők az előfutamokban szerepeltek.

### Férfi

#### Futó- és gyaloglószámok
| Versenyszám     | Arany | Arany       | Ezüst                                                                                  | Ezüst      | Bronz                                                                             | Bronz      |
| --------------- | --- | ----------- | -------------------------------------------------------------------------------------- | ---------- | --------------------------------------------------------------------------------- | ---------- |
| 100 m           | Noah Lyles · Egyesült Államok | 9,83 =WL    | Letsile Tebogo · Botswana                                                              | 9,88 NR    | Zharnel Hughes · Nagy-Britannia                                                   | 9,88       |
| 200 m           | Noah Lyles · Egyesült Államok | 19,52       | Erriyon Knighton · Egyesült Államok                                                    | 19,75      | Letsile Tebogo · Botswana                                                         | 19,81      |
| 400 m           | Antonio Watson · Jamaica | 44,31       | Matthew Hudson-Smith · Nagy-Britannia                                                  | 44,31      | Quincy Hall · Egyesült Államok                                                    | 44,37 PB   |
| 800 m           | Marco Arop · Kanada | 1:44,24     | Emmanuel Wanyonyi · Kenya                                                              | 1:44,53    | Ben Pattison · Nagy-Britannia                                                     | 1:44,83    |
| 1500 m          | Josh Kerr · Nagy-Britannia | 3:29,38     | Jakob Ingebrigtsen · Norvégia                                                          | 3:29,65    | Narve Gilje Nordås · Norvégia                                                     | 3:29,68    |
| 5000 m          | Jakob Ingebrigtsen · Norvégia | 13:11,30 SB | Mohamed Katir · Spanyolország                                                          | 13:11,44   | Jacob Krop · Kenya                                                                | 13:12,28   |
| 10 000 m        | Joshua Cheptegei · Uganda | 27:51,42 SB | Daniel Ebenyo · Kenya                                                                  | 27:52,60   | Selemon Barega · Etiópia                                                          | 27:52,72   |
| Maraton         | Victor Kiplangat · Uganda | 2:08:53     | Maru Teferi · Izrael                                                                   | 2:09:12    | Leul Gebresilase · Etiópia                                                        | 2:09:19    |
| 110 m gát       | Grant Holloway · Egyesült Államok | 12,96 SB    | Hansle Parchment · Jamaica                                                             | 13,07 SB   | Daniel Roberts · Egyesült Államok                                                 | 13,09      |
| 400 m gát       | Karsten Warholm · Norvégia | 46,89       | Kyron McMaster · Brit Virgin-szigetek                                                  | 47,34      | Rai Benjamin · Egyesült Államok                                                   | 47,56      |
| 3000 m akadály  | Soufiane El Bakkali · Marokkó | 8:03,53     | Lamecha Girma · Etiópia                                                                | 8:05,44    | Abraham Kibiwot · Kenya                                                           | 8:11,98    |
| 20 km gyaloglás | Álvaro Martín · Spanyolország | 1:17:32 WL  | Perseus Karlström · Svédország                                                         | 1:17:39 NR | Caio Bonfim · Brazília                                                            | 1:17:47 NR |
| 35 km gyaloglás | Álvaro Martín · Spanyolország | 2:24:30 NR  | Brian Daniel Pintado · Ecuador                                                         | 2:24:34 AR | Kavano Maszatora · Japán                                                          | 2:25:12 SB |
| 4 × 100 m váltó | Egyesült Államok · Christian Coleman · Fred Kerley · Brandon Carnes · Noah Lyles · J.T. Smith                                           | 37,38 WL    | Olaszország · Roberto Rigali · Marcell Jacobs · Lorenzo Patta · Filippo Tortu          | 37,62 SB   | Jamaica · Ackeem Blake · Oblique Seville · Ryiem Forde · Rohan Watson             | 37,76      |
| 4 × 400 m váltó | Egyesült Államok · Quincy Hall · Vernon Norwood · Justin Robinson · Rai Benjamin · Trevor Bassitt · Matthew Boling · Christopher Bailey | 2:57,31 WL  | Franciaország · Ludvy Vaillant · Gilles Biron · David Sombé · Téo Andant · Loïc Prévot | 2:58,45 NR | Nagy-Britannia · Alex Haydock-Wilson · Charlie Dobson · Lewis Davey · Rio Mitcham | 2:58,71 SB |

#### Ugró- és dobószámok
| Versenyszám   | Arany                               | Arany      | Ezüst                                | Ezüst      | Bronz                                                        | Bronz               |
| ------------- | ----------------------------------- | ---------- | ------------------------------------ | ---------- | ------------------------------------------------------------ | ------------------- |
| Magasugrás    | Gianmarco Tamberi · Olaszország     | 2,36 m =WL | JuVaughn Harrison · Egyesült Államok | 2,36 m =WL | Mutaz Essa Barshim · Katar                                   | 2,33 m              |
| Rúdugrás      | Armand Duplantis · Svédország       | 6,10 m     | EJ Obiena · Fülöp-szigetek           | 6,00 m =AR | Kurtis Marschall · AusztráliaChris Nilsen · Egyesült Államok | 5,95 m =PB5,95 m SB |
| Távolugrás    | Miltiádisz Tendóglu · Görögország   | 8,52 m SB  | Wayne Pinnock · Jamaica              | 8,50 m     | Tajay Gayle · Jamaica                                        | 8,27 m =SB          |
| Hármasugrás   | Hugues Fabrice Zango · Burkina Faso | 17,64 m    | Lázaro Martínez · Kuba               | 17,41 m    | Cristian Nápoles · Kuba                                      | 17,40 m PB          |
| Súlylökés     | Ryan Crouser · Egyesült Államok     | 23,51 m CR | Leonardo Fabbri · Olaszország        | 22,34 m PB | Joe Kovacs · Egyesült Államok                                | 22,12 m             |
| Diszkoszvetés | Daniel Ståhl · Svédország           | 71,46 m CR | Kristjan Čeh · Szlovénia             | 70,02 m    | Mykolas Alekna · Litvánia                                    | 68,85 m             |
| Gerelyhajítás | Neeraj Chopra · India               | 88,17 m    | Arshad Nadeem · Pakisztán            | 87,82 m SB | Jakub Vadlejch · Csehország                                  | 86,67 m             |
| Kalapácsvetés | Ethan Katzberg · Kanada             | 81,25 m NR | Wojciech Nowicki · Lengyelország     | 81,02 m    | Halász Bence · Magyarország                                  | 80,82 m SB          |

#### Összetett versenyszámok
| Versenyszám | Arany                  | Arany   | Ezüst                  | Ezüst   | Bronz                   | Bronz   |
| ----------- | ---------------------- | ------- | ---------------------- | ------- | ----------------------- | ------- |
| Tízpróba    | Pierce LePage · Kanada | 8909 WL | Damian Warner · Kanada | 8804 SB | Lindon Victor · Grenada | 8756 NR |

### Női

#### Futó- és gyaloglószámok
| Versenyszám     | Arany | Arany      | Ezüst | Ezüst       | Bronz                                                                                         | Bronz      |
| --------------- | --- | ---------- | --- | ----------- | --------------------------------------------------------------------------------------------- | ---------- |
| 100 m           | Sha'Carri Richardson · Egyesült Államok                                                                                       | 10,65 CR   | Shericka Jackson · Jamaica | 10,72       | Shelly-Ann Fraser-Pryce · Jamaica                                                             | 10,77      |
| 200 m           | Shericka Jackson · Jamaica | 21,41      | Gabrielle Thomas · Egyesült Államok                                                                                                  | 21,81       | Sha'Carri Richardson · Egyesült Államok                                                       | 21,92 PB   |
| 400 m           | Marileidy Paulino · Dominikai Köztársaság                                                                                     | 48,76 NR   | Natalia Kaczmarek · Lengyelország | 49,57       | Sada Williams · Barbados                                                                      | 49,60      |
| 800 m           | Mary Moraa · Kenya | 1:56,03 PB | Keely Hodgkinson · Nagy-Britannia | 1:56,34     | Athing Mu · Egyesült Államok                                                                  | 1:56,61 SB |
| 1500 m          | Faith Kipyegon · Kenya | 3:54,87    | Diribe Welteji · Etiópia | 3:55,69     | Sifan Hassan · Hollandia                                                                      | 3:56,00    |
| 5000 m          | Faith Kipyegon · Kenya | 14:53,88   | Sifan Hassan · Hollandia | 14:54,11    | Beatrice Chebet · Kenya                                                                       | 14:54,33   |
| 10 000 m        | Gudaf Tsegay · Etiópia | 31:27,18   | Letesenbet Gidey · Etiópia | 31:28,16 SB | Ejgayehu Taye · Etiópia                                                                       | 31:28,31   |
| Maraton         | Amane Beriso Shankule · Etiópia                                                                                               | 2:24:23 SB | Gotytom Gebreslase · Etiópia | 2:24:34 SB  | Fatima Ezzahra Gardadi · Marokkó                                                              | 2:25:17    |
| 100 m gát       | Danielle Williams · Jamaica                                                                                                   | 12,43 SB   | Jasmine Camacho-Quinn · Puerto Rico                                                                                                  | 12,44       | Kendra Harrison · Egyesült Államok                                                            | 12,46      |
| 400 m gát       | Femke Bol · Hollandia | 51,70      | Shamier Little · Egyesült Államok | 52,80 SB    | Rushell Clayton · Jamaica                                                                     | 52,81 PB   |
| 3000 m akadály  | Winfred Yavi · Bahrein | 8:54,29 WL | Beatrice Chepkoech · Kenya | 8:58,98 SB  | Faith Cherotich · Kenya                                                                       | 9:00,69 PB |
| 20 km gyaloglás | María Pérez · Spanyolország                                                                                                   | 1:26:51    | Jemima Montag · Ausztrália | 1:27:16 AR  | Antonella Palmisano · Olaszország                                                             | 1:27:26 SB |
| 35 km gyaloglás | María Pérez · Spanyolország                                                                                                   | 2:38:40 CR | Kimberly García León · Peru | 2:40:52     | Antigoni Drisbioti · Görögország                                                              | 2:43:22 SB |
| 4 × 100 m váltó | Egyesült Államok · Tamari Davis · Twanisha Terry · Gabrielle Thomas · Sha'Carri Richardson · Tamara Clark · Melissa Jefferson | 41,03 CR   | Jamaica · Natasha Morrison · Shelly-Ann Fraser-Pryce · Shashalee Forbes · Shericka Jackson · Briana Williams · Elaine Thompson-Herah | 41,21 SB    | Nagy-Britannia · Asha Philip · Imani Lansiquot · Bianca Williams · Daryll Neita · Annie Tagoe | 41,98 SB   |
| 4 × 400 m váltó | Hollandia · Eveline Saalberg · Lieke Klaver · Cathelijn Peeters · Femke Bol · Lisanne de Witte                                | 3:20,72 WL | Jamaica · Candice McLeod · Janieve Russell · Nickisha Pryce · Stacey-Ann Williams · Charokee Young · Shiann Salmon                   | 3:20,88 SB  | Nagy-Britannia · Laviai Nielsen · Amber Anning · Ama Pipi · Nicole Yeargin · Yemi Mary John   | 3:21,04 SB |

#### Ugró- és dobószámok
| Versenyszám   | Arany                                                   | Arany      | Ezüst                                  | Ezüst        | Bronz                              | Bronz      |
| ------------- | ------------------------------------------------------- | ---------- | -------------------------------------- | ------------ | ---------------------------------- | ---------- |
| Magasugrás    | Jaroszlava Mahucsih · Ukrajna                           | 2,01 m     | Eleanor Patterson · Ausztrália         | 1,99 m       | Nicola Olyslagers · Ausztrália     | 1,99 m     |
| Rúdugrás      | Nina Kennedy · Ausztrália Katie Moon · Egyesült Államok | 4,90 m =WL | Nem adták ki                           | Nem adták ki | Wilma Murto · Finnország           | 4,80 m     |
| Távolugrás    | Ivana Vuleta · Szerbia                                  | 7,14 m     | Tara Davis-Woodhall · Egyesült Államok | 6,91 m       | Alina Rotaru-Kottmann · Románia    | 6,88 m     |
| Hármasugrás   | Yulimar Rojas · Venezuela                               | 15,08 m    | Marina Beh-Romancsuk · Ukrajna         | 15,00 SB     | Leyanis Pérez · Kuba               | 14,96 m    |
| Súlylökés     | Chase Ealey · Egyesült Államok                          | 20,43 m SB | Sarah Mitton · Kanada                  | 20,08 m SB   | Kung Li-csiao (Gong Lijiao) · Kína | 19,69 m    |
| Diszkoszvetés | Laulauga Tausaga · Egyesült Államok                     | 69,49 m    | Valarie Allman · Egyesült Államok      | 69,23 m      | Feng Pin (Feng Bin) · Kína         | 68,20 m SB |
| Gerelyhajítás | Kitagucsi Haruka · Japán                                | 66,73 m    | Flor Ruiz · Kolumbia                   | 65,47 m AR   | Mackenzie Little · Ausztrália      | 63,38 m    |
| Kalapácsvetés | Camryn Rogers · Kanada                                  | 77,22 m    | Janee' Kassanavoid · Egyesült Államok  | 76,36 m      | DeAnna Price · Egyesült Államok    | 75,41 m    |

#### Összetett versenyszámok
| Versenyszám | Arany                                      | Arany | Ezüst                        | Ezüst | Bronz                    | Bronz |
| ----------- | ------------------------------------------ | ----- | ---------------------------- | ----- | ------------------------ | ----- |
| Hétpróba    | Katarina Johnson-Thompson · Nagy-Britannia | 6740  | Anna Hall · Egyesült Államok | 6720  | Anouk Vetter · Hollandia | 6501  |

### Vegyes
| Versenyszám     | Arany                                                                                             | Arany      | Ezüst                                                                                       | Ezüst      | Bronz                                                                       | Bronz      |
| --------------- | ------------------------------------------------------------------------------------------------- | ---------- | ------------------------------------------------------------------------------------------- | ---------- | --------------------------------------------------------------------------- | ---------- |
| 4 × 400 m váltó | Egyesült Államok · Justin Robinson · Rosey Effiong · Matthew Boling · Alexis Holmes · Ryan Willie | 3:08,80 WR | Nagy-Britannia · Lewis Davey · Lavial Nielsen · Rio Mitcham · Yemi Mary John · Joseph Brier | 3:11,06 NR | Csehország · Matěj Krsek · Tereza Petržilkova · Patrik Šorm · Lada Vondrová | 3:11,98 NR |

## Részt vevő országok
A világbajnokságon 202 atlétikai szövetség több mint 2100 atlétája vett részt. Az ukrajnai háború miatt Oroszországból és Fehéroroszországból nem vehettek részt versenyzők. Zárójelben az adott atlétikai szövetség által indított sportolók száma olvasható.
- Afganisztán (1)
- Albánia (2)
- Algéria (10)
- Amerikai Szamoa (1)
- Amerikai Virgin-szigetek (1)
- Andorra (1)
- Angola (1)
- Anguilla (1)
- Antigua és Barbuda (1)
- Argentína (10)
- Aruba (1)
- Ausztrália (66)
- Ausztria (8)
- Azerbajdzsán (2)
- Bahama-szigetek (11)
- Banglades (1)
- Barbados (3)
- Belgium (31)
- Belize (1)
- Benin (1)
- Bermuda (1)
- Bissau-Guinea (1)
- Bolívia (1)
- Bosznia-Hercegovina (3)
- Botswana (14)
- Brazília (56)
- Brit Virgin-szigetek (3)
- Brunei (6)
- Bulgária (3)
- Burkina Faso (2)
- Burundi (6)
- Chile (9)
- Ciprus (6)
- Comore-szigetek (1)
- Cook-szigetek (1)
- Costa Rica (1)
- Csád (1)
- Csehország (23)
- Dánia (11)
- Dél-afrikai Köztársaság (36)
- Dél-Korea (4)
- Dél-Szudán (1)
- Dominikai Közösség (1)
- Dominikai Köztársaság (7)
- Dzsibuti (3)
- Ecuador (17)
- Egyenlítői-Guinea (1)
- Egyesült Államok (138)
- Egyesült Arab Emírségek (1)
- Egyiptom (6)
- Elefántcsontpart (6)
- Eritrea (7)
- Északi-Mariana-szigetek (1)
- Észak-Macedónia (1)
- Észtország (7)
- Etiópia (42)
- Fidzsi-szigetek (1)
- Finnország (40)
- Francia Polinézia (1)
- Franciaország (78)
- Fülöp-szigetek (3)
- Gabon (1)
- Gambia (2)
- Ghána (7)
- Gibraltár (1)
- Görögország (22)
- Grenada (4)
- Grúzia (1)
- Guam (1)
- Guatemala (4)
- Guyana (2)
- Haiti (1)
- Hollandia (41)
- Honduras (1)
- Hongkong (1)
- Horvátország (9)
- India (28)
- Indonézia (1)
- Irak (1)
- Irán (2)
- Írország (24)
- Izland (3)
- Izrael (6)
- Jamaica (68)
- Japán (76)
- Jemen (1)
- Jordánia (1)
- Kajmán-szigetek (1)
- Kamerun (3)
- Kanada (55)
- Katar (3)
- Kazahsztán (8)
- Kelet-Timor (1)
- Kenya (52)
- Kína (41)
- Kirgizisztán (2)
- Kiribati (1)
- Kolumbia (16)
- Kongó (1)
- Kongói Demokratikus Köztársaság (1)
- Koszovó (1)
- Közép-afrikai Köztársaság (1)
- Kuba (21)
- Kuvait (3)
- Laosz (1)
- Lengyelország (67)
- Lesotho (2)
- Lettország (9)
- Libanon (1)
- Libéria (3)
- Líbia (1)
- Litvánia (16)
- Luxemburg (4)
- Madagaszkár (1)
- Magyarország (63)
- Makaó (1)
- Malajzia (1)
- Malawi (1)
- Maldív-szigetek (1)
- Mali (1)
- Málta (1)
- Marokkó (18)
- Marshall-szigetek (1)
- Mauritánia (1)
- Mauritius (1)
- Menekült sportolók (6)
- Mexikó (25)
- Mianmar (1)
- Mikronézia (1)
- Moldova (4)
- Monaco (1)
- Mongólia (4)
- Montenegró (1)
- Mozambik (1)
- Nagy-Britannia (55)
- Namíbia (3)
- Nauru (1)
- Németország (78)
- Nepál (1)
- Nicaragua (1)
- Niger (2)
- Nigéria (27)
- Norvégia (27)
- Olaszország (78)
- Omán (1)
- Örményország (1)
- Pakisztán (1)
- Palau (1)
- Palesztina (1)
- Panama (2)
- Pápua Új-Guinea (1)
- Paraguay (2)
- Peru (12)
- Portugália (29)
- Puerto Rico (10)
- Románia (16)
- Ruanda (3)
- Saint Kitts és Nevis (1)
- Saint Lucia (2)
- Saint Vincent és a Grenadine-szigetek (1)
- Salamon-szigetek (1)
- Salvador (1)
- San Marino (1)
- São Tomé és Príncipe (1)
- Seychelle-szigetek (1)
- Sierra Leone (1)
- Spanyolország (58)
- Srí Lanka (7)
- Suriname (1)
- Svájc (39)
- Svédország (32)
- Szamoa (1)
- Szaúd-Arábia (2)
- Szenegál (2)
- Szerbia (9)
- Szingapúr (2)
- Szlovákia (9)
- Szlovénia (13)
- Szomália (1)
- Szváziföld (1)
- Tádzsikisztán (1)
- Tajvan (4)
- Tanzánia (1)
- Thaiföld (1)
- Togo (1)
- Tonga (1)
- Törökország (17)
- Trinidad és Tobago (16)
- Tunézia (4)
- Turks- és Caicos-szigetek (1)
- Tuvalu (1)
- Türkmenisztán (1)
- Uganda (21)
- Új-Zéland (19)
- Ukrajna (30)
- Uruguay (6)
- Üzbegisztán (5)
- Vanuatu (1)
- Venezuela (5)
- Vietnám (1)
- Zambia (2)
- Zimbabwe (4)
- Zöld-foki Köztársaság (1)

## Lásd még
- Világrekordok listája atlétikában

## További információ
- A világbajnokság részletes programja